# Monastero di San Paolo (Parma)

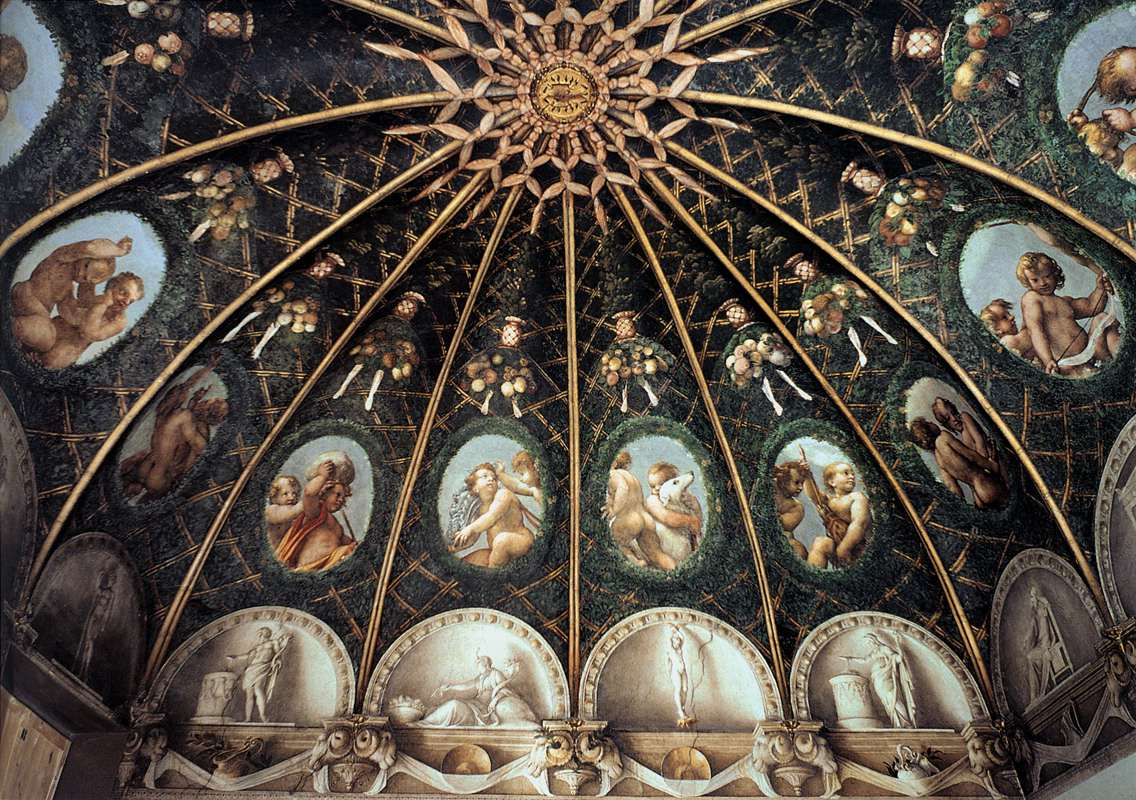
La Camera della Badessa

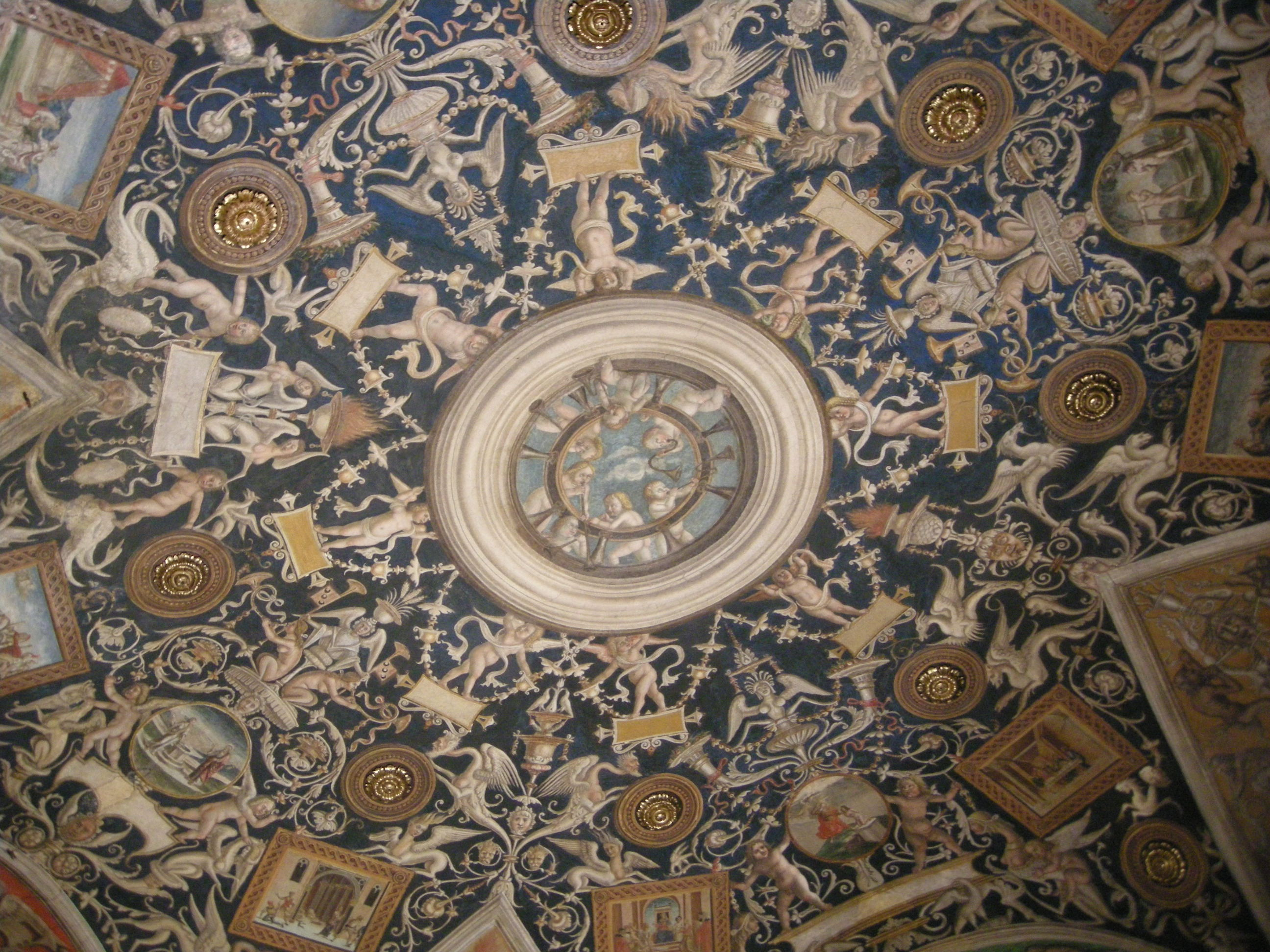
La volta delle grottesche

L'ex monastero di San Paolo è un monastero cattolico sconsacrato dalle forme rinascimentali, situato in via Macedonio Melloni a Parma. Già centro di cultura e spiritualità, dal XX secolo è destinata in parte a museo, ospitante la famosa Camera della Badessa affrescata da Correggio per Giovanna da Piacenza.

## Storia e descrizione
Il monastero benedettino di San Paolo fu fondato verso l'anno 1000 dal vescovo di Parma, Sigefredo II, presso la chiesa, oggi sconsacrata, eretta nel 985 per accogliere le reliquie di santa Felicola.
Ebbe il suo periodo di maggior splendore a cavallo dei secoli XV e XVI, quando ebbe come badesse Cecilia Bergonzi dal 1488 al 1505 e Giovanna da Piacenza dal 1507 al 1524, che ne fecero uno dei centri culturali più significativi di Parma. Esso amministrava un ampio ventaglio di beni materiali e aveva tra le consorelle membri delle famiglie aristocratiche della zona. Tale presenza face sì che il ruolo di badessa fosse sempre assegnato a monache di stirpe nobile, le quali, attraverso il proprio parentado, intessevano fitti rapporti, oltre che con le autorità religiose, con i circoli elevati della città, con altri monasteri e personalità ad ampio raggio. La clausura per la badessa, negli anni di maggior prestigio, era spesso una formalità, a fronte di visite frequenti e viaggi. Essa godeva di un appartamento privato nel monastero, con locali sia di studio che di ricevimento.
Il 30 ottobre 1583 Margherita Farnese, dopo l'annullamento del suo matrimonio con Vincenzo I Gonzaga, vi fece la sua professione religiosa prendendo il nome di suor Maura Lucenia: vi rimase fino al 1592, quando fu trasferita nel monastero di Sant'Alessandro.
Per volere di papa Sisto V si stabilì che la badessa venisse eletta annualmente e dovesse essere confermata dal vescovo locale.
Nel 1767 vivevano nel monastero 36 religiose professe, 38 converse, 8 inservienti per il monastero, 8 per la chiesa e 7 esterne. Il monastero venne secolarizzato nel 1810.
Dall'appartamento della badessa fu ricavato un museo. Oggi il percorso museale attraversa una ricostruzione degli ambienti privati di Giovanna da Piacenza, comprese: la stanza col soffitto decorato nel 1514 da Alessandro Araldi con candelabre e grottesche, allora da poco portate a nord dell'Appennino dal pittore forlivese Marco Palmezzano; e la Camera della Badessa di Correggio, databile al 1519 e caratterizzata da un'innovativa decorazione illusionistica di un pergolato in cui si affacciano putti, tra nicchie simulanti bassorilievi a monocromo.
In un'altra ala del monastero nel 2002 è stata allestita la Pinacoteca Stuard.

## Giardini di San Paolo
Il giardino è nascosto all'interno delle mura del convento, con un ingresso direttamente dalla strada ed un altro attraverso la biblioteca Guanda. Il parco occupa l'area della vecchia cucina del convento e dell'orto in cui si coltivavano alcune erbe medicinali. Nel XIX secolo fu trasformato in luogo di gioco per le alunne della scuola adiacente e furono aggiunti una fontana, una grotta, un gazebo ed un piccolo circuito per trenino non più visibile.
Ai margini del giardino del monastero si trova la cella di Santa Caterina, una piccola cappella con affreschi sulla vita di santa Caterina d'Alessandria, opere ancora dell'Araldi. Raffigurano la Disputa di Caterina davanti all'imperatore Massimino e Santa Caterina e san Girolamo.